# 오재석
오재석(吳宰碩, 1990년 1월 4일 ~ )은 대한민국의 축구 선수로 포지션은 오른쪽 풀백, 왼쪽 풀백이며 현재 K리그1 대전 하나 시티즌 소속이다. 2010 K리그 드래프트에서 1순위로 수원 삼성 블루윙즈에 입단했으며 U-17, U-20 대표팀 등 각급 청소년 대표를 거쳤다. 주로 오른쪽 측면 수비로 나서지만 왼쪽, 중앙 등 포백의 어느 위치에서든 활약할 수 있는 장점을 지녔다. 눈에 띄는 신체조건을 지니진 못했지만 영리한 수비와 기동력을 자랑하며 특히 이를 바탕으로 2010년 아시안 게임과 2012년 하계 올림픽에서 동메달 획득에 큰 기여를 하였다.

## 클럽 경력
오재석은 2010년 K리그 신인 드래프트 1순위로 수원 삼성 블루윙즈에 입단했다. 입단 소감에서 그는 베테랑 수비수인 송종국과 같은 팀이 되어 영광이라고 밝혔다. 오재석은 2010년 3월 6일 부산 아이파크와의 홈경기(4 - 3)에서 데뷔전을 치렀고, 그의 데뷔전을 본 차범근 감독은 만족감을 표했다.
2011 시즌을 앞두고 강원 FC에 1년 조건으로 임대 이적하였다. 2011년 3월 5일, 2011 시즌 개막전 경남과의 경기에서 이적 데뷔전을 치렀다. 10월 1일, 춘천종합운동장에서 열린 K리그 27라운드 전남과의 홈 경기에서 프로 데뷔 골을 넣었다.
시즌을 마친 후 11월 22일 곽광선을 상대로 현금 트레이드되어 강원 FC로 완전히 이적하였다. 런던 올림픽 이전에 감바 오사카로의 이적설이 불거졌으나 새로 부임한 강원 FC 김학범 감독이 "좋은 선수를 터무니 없는 가격에 넘길 수 없다"며 오재석의 이적을 불허하여 잔류하게 되었다. 시즌을 마친 후 12월 16일 감바 오사카로 완전히 이적하였다.
2019 시즌 여름 이적시장에서 FC 도쿄로 임대 이적했다.
2021 시즌을 앞두고 K리그1의 인천 유나이티드로 이적하였다.

## 국가대표 경력
2007년 대한민국 U-17 대표팀 소속으로 2007년 FIFA U-17 월드컵에 참가하였으며 2년 후 2009년 FIFA U-20 월드컵에 출전하였다. 광저우 아시안 게임에 U-23 대표팀 소속으로 출전한 후 올림픽 대표팀의 주전 오른쪽 풀백 자리를 점하였다.
2012년 런던 올림픽 최종 명단에 포함되었으나 와일드 카드로 발탁된 김창수에게 주전 수비수 자리를 내주어 본선 무대에서 백업으로 밀려났지만 영국전에서 김창수가 전반전에 갑작스런 부상으로 교체 투입된 이후 계속 출전하여 팀의 동메달 획득에 크게 기여하였다.
러시아 월드컵 예선 레바논, 태국전에서 생애 첫 대한민국 대표팀 명단에 포함되었으나, 부상으로 인해 김창수가 대체발탁이 되었다.
2016년 9월 1일 중국과의 2018 러시아 월드컵 예선전에서 A매치 데뷔전을 치렀다. 이 경기에서 그는 왼쪽 풀백으로 출전하였다.

## 그 외
2010년 아시안 게임이 끝난 후 미니홈피에 쓴 글이 금메달을 획득한 야구 대표팀을 향한 비난글으로 오해받아 네티즌들의 집중포화를 맞았으나 이후 야구 대표팀이 아니라 일본 축구 국가대표팀을 향해 한 말이라고 해명하였다.